# The Most Dangerous Man in America
Pour plus de détails, voir Fiche technique et Distribution.
The Most Dangerous Man in America: Daniel Ellsberg and the Pentagon Papers est un film américain réalisé par Judith Ehrlich et Rick Goldsmith, sorti en 2009.

## Synopsis
Le documentaire narre l'histoire de Daniel Ellsberg et des Pentagon Papers.

## Fiche technique
- Titre : The Most Dangerous Man in America: Daniel Ellsberg and the Pentagon Papers
- Réalisation : Judith Ehrlich et Rick Goldsmith
- Scénario : Lawrence Lerew, Rick Goldsmith, Judith Ehrlich et Michael Chandler
- Musique : Blake Leyh
- Photographie : Vicente Franco et Dan Krauss
- Montage : Michael Chandler, Rick Goldsmith et Lawrence Lerew
- Production : Judith Ehrlich et Rick Goldsmith
- Société de production : Kovno Communications
- Société de distribution : First Run Features (États-Unis)
- Pays :  États-Unis
- Genre : Documentaire
- Durée : 92 minutes
- Dates de sortie : 
  -  Canada : 11 septembre 2009 (festival international du film de Toronto)
  -  États-Unis : 5 février 2010

## Distinctions
Le film a été nommé à l'Oscar du meilleur film documentaire en 2010.